# Yesterday and Today
Yesterday and Today (en español: Ayer y hoy) es el noveno álbum de estudio de la banda de rock The Beatles lanzado por Capitol Records para el mercado de los Estados Unidos el 20 de junio de 1966. Este álbum es recordado especialmente por la controversia que generó la famosa "portada del carnicero", donde aparecía la banda vestidos con delantales blancos, y rodeados de muñecas descabezadas y de pedazos de carne, la cual fue censurada por la discográfica estadounidense. El título del álbum hacía mención a la canción "Yesterday". Cinco días después de haberse editado, el álbum apareció con una nueva portada en la cual los Beatles posaban simplemente al lado de un baúl.

## Canciones
En Yesterday and Today aparecieron seis canciones provenientes de los álbumes británicos Help! y Rubber Soul, las cuales no habían sido publicadas aún en un álbum norteamericano: "Act Naturally" y "Yesterday", de una parte, y "Drive My Car", "Nowhere Man", "If I Needed Someone" y "What Goes On", de la otra, respectivamente. Se incluyó también el sencillo de doble cara A "Day Tripper"/"We Can Work It Out", y también tres canciones de su próximo LP ("I'm Only Sleeping", "Doctor Robert" y "And Your Bird Can Sing"), publicadas en sus mezclas duofónicas (falso estéreo). Esta manera de construir discos en Estados Unidos molestó a los Beatles, que en esos días estaban trabajando en su nuevo álbum, Revolver, haciendo que este también tuviese que ser lanzado en una versión distinta al original británico en el mercado norteamericano, sin que estuviesen incluidas estas tres últimas canciones.

## Lista de canciones
Todas las canciones escritas y compuestas por John Lennon-Paul McCartney, excepto donde esta anotado. 
| Cara 1 |                                              |                              |          |  |
| N.º    | Título                                       | Vocalista principal          | Duración |  |
| 1.     | «Drive My Car»                               | McCartney con Lennon         | 2:25     |  |
| 2.     | «I'm Only Sleeping»                          | Lennon                       | 2:58     |  |
| 3.     | «Nowhere Man»                                | Lennon, McCartney y Harrison | 2:40     |  |
| 4.     | «Doctor Robert»                              | Lennon                       | 2:14     |  |
| 5.     | «Yesterday»                                  | McCartney                    | 2:04     |  |
| 6.     | «Act Naturally» (John Russell-Voni Morrison) | Starr                        | 2:27     |  |
| 14:48  |                                              |                              |          |  |

| Cara 2 |                                            |                     |          |  |
| N.º    | Título                                     | Vocalista principal | Duración |  |
| 1.     | «And Your Bird Can Sing»                   | Lennon              | 2:02     |  |
| 2.     | «If I Needed Someone» (George Harrison)    | Harrison            | 2:19     |  |
| 3.     | «We Can Work It Out»                       | McCartney           | 2:10     |  |
| 4.     | «What Goes On?» (Lennon-McCartney-Starkey) | Starr               | 2:44     |  |
| 5.     | «Day Tripper»                              | McCartney           | 2:47     |  |
| 12:02  |                                            |                     |          |  |

## Personal
The Beatles
- John Lennon — vocalista, guitarra rítmica, armonio.
- Paul McCartney — vocalista, bajo, piano, guitarra acústica, guitarra eléctrica.
- George Harrison — vocalista, guitarra solista.
- Ringo Starr — vocalista, batería, pandereta.

Músicos adicionales
- George Martin — armonio en «If I Needed Someone»
- Músicos de sesión — cuarteto de cuerdas en «Yesterday»

Producción
- George Martin — productor (con la preparación del álbum para su publicación en Estados Unidos por Bill Miller).
- Norman Smith — ingeniero
- Geoff Emerick — ingeniero

Otros
- Fotos de la portada polémica y su sustituta: Bob Whitaker

## Posición en las listas de éxitos
| País           | Lista (1966) | Posición más alta |
| -------------- | ------------ | ----------------- |
| Estados Unidos | Billboard    | N.º 1             |
| Estados Unidos | Record World | N.º 1             |
| Estados Unidos | Cash Box     | N.º 1             |